# Andrzej Banasiak
Andrzej Franciszek Banasiak, primo voto Zieliński, ps. „Słowik”  (ur. 16 maja 1960 w Stargardzie) – polski gangster i przestępca, jeden z przywódców gangu pruszkowskiego. Z zawodu fryzjer.

## Związek z Moniką Zielińską
Nazwisko przyjął po byłej żonie Monice Zielińskiej (ur. 1962), którą poślubił w 1995 r. w Las Vegas i która w 2000 roku urodziła jego syna. Monika Zielińska pośredniczyła w skorumpowaniu wysokiego rangą wojskowego lekarza, aby wystawił fałszywe zaświadczenie lekarskie umożliwiające „Słowikowi” wyjście z więzienia. W 2007 roku została zatrzymana przez Centralne Biuro Antykorupcyjne. 
Prywatnie związana z ukraińskim gangsterem Wladislawem S. z gangu żoliborsko-mokotowskiego (specjalizującego się w porwaniach dla okupu). Ponad dwa lata przebywała w areszcie.

## Droga kryminalna, procesy
- Przełom lat 70. i 80.: W 1978 został skazany na półtora roku więzienia za kradzież i rozbicie Fiata 126. Zwolniony po odbyciu kary, przebywał 58 dni na wolności, popełniając przestępstwa. Aresztowany trafił do Zakładu Karnego w Czarnem, z którego uciekł, ale wkrótce znowu został złapany. W więzieniu uczył się fryzjerstwa[10].

- Lata 80.: Włamywał się do mieszkań i kradł samochody w województwie szczecińskim. W połowie lat 80. przeniósł się do Warszawy, gdzie był notowany za włamania, oszustwa i fałszerstwa. Mimo że kilkakrotnie trafiał do aresztu (m.in. pod zarzutem ściągania haraczy i wymuszeń zwrotu długów), wychodził na wolność z powodu rzekomo złego stanu zdrowia. Skazany w 1987 za kradzieże z włamaniem na sześć lat pozbawienia wolności[11], w 1989 wyszedł na świąteczną przepustkę i dzięki zwolnieniom lekarskim do więzienia już nie wrócił[2].

- 1993: Wcześniej skazany za przestępstwa pospolite (pomimo że nie stawił się do więzienia, gdzie miał odbywać karę) został w 1993 ułaskawiony przez prezydenta Lecha Wałęsę, dzięki domniemanej łapówce w wysokości 150 tys. dolarów, jaką miał wręczyć Mieczysławowi Wachowskiemu i Lechowi Falandyszowi[12].

- 2001: W sierpniu na antenie programu Pod napięciem w TVN redaktor Marcin Wrona przeprowadził wywiad z żoną „Słowika” Moniką Zielińską i na antenie rozmawiał telefonicznie ze „Słowikiem”, który twierdził, że ukrywa się niedaleko Warszawy[13]. Poszukiwany międzynarodowym listem gończym, został zatrzymany przez służby specjalne CBŚ o kryptonimie „Enigma”[14] 23 października 2001 roku w miejscowości Casa Gaudia, w okolicach Walencji w Hiszpanii. Przebywał w wynajętej willi ze Zbigniewem Ścieburą, ps. „Pyza”, członkiem gangu Janusza Treli, ps. „Krakowiak” i Waldemarem Mrukiem, ps. „Micho”[13][15].

- 2003: W lutym drogą ekstradycji został przekazany z Hiszpanii do kraju[16].

Skazany został dzięki zeznaniom Jarosława Sokołowskiego, ps. „Masa”. Oskarżony był o kierowanie zorganizowaną grupą przestępczą o charakterze zbrojnym oraz o nakłanianie do zabójstwa komendanta głównego policji Marka Papały.
- 2004: Został skazany wyrokiem Sądu Okręgowego w Warszawie na 6 lat więzienia za kierowanie gangiem pruszkowskim[18][19].

- 2005: Usłyszał zarzuty w sprawie zabójstwa komendanta głównego policji Marka Papały[20]. W czasie, gdy Andrzej Zieliński odbywał już karę niezwiązaną ze sprawą gen. Papały, sąd orzekł wobec niego w tej sprawie areszt, który skutkował dodatkowymi ograniczeniami[21].

- 2009: 10 listopada Prokuratura Apelacyjna w Warszawie skierowała do sądu akt oskarżenia w sprawie zabójstwa komendanta głównego policji Marka Papały[22].

- 2010: Po śmierci w więzieniu członka klubu płatnych zabójców i świadka w sprawie zlecenia zabójstwa gen. Marka Papały Artura Zirajewskiego, ps. „Iwan”[23][24][25], Andrzej Zieliński został objęty szczególną ochroną. W lutym w Sądzie Okręgowym w Warszawie odbyła się kolejna rozprawa w sprawie zabójstwa generała Marka Papały[26].

- 2012: Andrzej Zieliński wyrokiem Sądu Okręgowego w Warszawie został uniewinniony ze wszystkich stawianych mu przez prokuraturę zarzutów w tzw. sprawie mafii pruszkowskiej[27].

- 2013: Andrzej Zieliński wyrokiem Sądu Okręgowego w Warszawie został uniewinniony od zarzutu zlecenia zabójstwa byłego Komendanta Głównego Policji inspektora Marka Papały[28].

- Sierpień 2013: Zakończył odbywanie kary (w tym cztery i pół roku więzienia za wymuszenia rozbójnicze z lat 90., gdy grupa pruszkowska chciała przejąć udziały w warszawskim klubie Dekadent) i opuścił zakład karny[2].

- 1 lutego 2017: Zatrzymany wraz z Leszkiem Danielakiem (ps. „Wańka”) i Januszem Prasolem (ps. „Parasol”)[29], a następnie aresztowany[30] pod zarzutem wyłudzania pieniędzy z podatku VAT, a także za wymuszenia rozbójnicze, rozboje, napady[31].

- W listopadzie 2019 sąd zgodził się na jego zwolnienie za poręczeniem w wysokości 400 tys. zł, jednak kaucja nie została wpłacona, więc pozostał w areszcie[32]. Areszt opuścił w sierpniu 2020[33].

- W styczniu 2021 wraz ze „Parasolem” i „Wańką” został zatrzymany przez CBŚP pod zarzutem „kierowania gróźb pozbawienia życia lub ciężkiego uszczerbku na zdrowiu celem doprowadzenia do niekorzystnego rozporządzenia mieniem, wywierania bezprawnego wpływu na świadka i udaremnienia lub znacznego utrudnienia stwierdzenia przestępnego pochodzenia środków pieniężnych”[34]. Wszyscy trzej zostali następnie tymczasowo aresztowani w marcu 2021 i przebywali w areszcie do maja tego samego roku[35].

- W listopadzie 2022 zatrzymany przez CBŚP na wniosek wydziału zamiejscowego departamentu do spraw przestępczości zorganizowanej i korupcji Prokuratury Krajowej w Warszawiepod zarzutem handlu narkotykami, którego wraz z „Parasolem” i „Wańką” miał dopuszczać się w latach 2015-2016[36][37]. Proces w tej sprawie ruszył w styczniu 2025 w Sądzie Okręgowym w Warszawie, a w marcu tego samego roku oskarżeni zostali zwolnieni z aresztu[38].

## Książka
Jest autorem wspomnień „Skarżyłem się grobowi...”, odsłaniających kulisy działalności jego grupy. W książce większość przestępstw przypisał świadkowi koronnemu Masie i zaprezentował swoje zdjęcia, m.in. robione w Ziemi Świętej.
Słowik pielgrzymował do Ziemi Świętej i znany był z robienia ręką charakterystycznego znaku krzyża. Ślubu udzielał mu ksiądz Kazimierz Orzechowski, znany z telenoweli „Złotopolscy”.

## Działalność we freak show fight
W styczniu 2022 Marcin Najman podczas konferencji przedstawił Andrzeja Banasiaka jako „bossa" swojej federacji MMA-VIP, publicznie ogłaszając początek współpracy z byłym gangsterem. Decyzja wywołała kontrowersje medialne i tym samym wątpliwości sponsorów co do dalszego finansowania działalności federacji. W konsekwencji miasto Kielce wycofało się z organizacji gali MMA-VIP 4, która miała odbyć się w tym mieście 25 lutego 2022. Organizację wydarzenia, które zostało przesunięte na dzień 5 marca, przejęło miasto Wieluń, jednak ostatecznie gala odbyła się w Górze Kalwarii, ze względu na zmianę ponownie decyzji, tym razem przez burmistrza Wielunia.